# Phoradendron lanceolatum
Phoradendron lanceolatum är en sandelträdsväxtart som beskrevs av Georg George Engelmann och Asa Gray. Phoradendron lanceolatum ingår i släktet Phoradendron och familjen sandelträdsväxter. Inga underarter finns listade i Catalogue of Life.